# 石龙镇 (重庆市)
石龙镇，是中华人民共和国重庆市巴南區下辖的一个乡镇级行政单位。

## 行政区划
石龙镇下辖以下地区：
石龙社区、花石社区、大连村、大兴村、白马村、金星村、合路村、柏树村、大园村、大桥村和中伦村。